# Епіона
Епіо́на (дав.-гр. Ἠπιόνη) — в давньогрецькій міфології одна з богинь, що «полегшує болі». Дочка Меропа, дружина Асклепія, та мати Махаона.

## Сини Епіони
- Махаон — знаменитий лікар в давньогрецькій міфології[1]
- Подалірій — знаменитий лікар в давньогрецькій міфології[1]
- Телесфор[3] — бог видужання

## Дочки Епіони
- Гігіея — богиня здоров'я[1]
- Акесо[1] — богиня видужання
- Аглая (Аглея, Егла)[1][3] — богиня доброго здоров'я. Таке саме ім'я мають кілька інших міфологічних персонажів.
- Панацея — всецілителька[1]
- Медітріна[3] — богиня здоров'я, довголіття і вина
- Іасо — богиня лікування[3]